# جو رومان
جو رومان (بالإنجليزية: Joe Roman)‏ هو كاتب أمريكي، ولد في 1963.

## وصلات خارجية
- الموقع الرسمي